# Daniel Friedrich Hecht
Daniel Friedrich Hecht   (Sosa, 8 de juliol de 1777 - Freiberg, 13 de març de 1833), va ser un matemàtic alemany.
Poc es coneix de la seva vida fins al 1801 quan, amb vint-i-sis anys, va ingressar a la Bergakademie (actualment Universitat de Freiberg). Després de graduar-se va treballar a la mineria, molt intensiva en aquella regió, i va donar classes de matemàtiques a la Bergschule.
El 1816 és nomenat professor de matemàtiques aplicades a la Bergakademie, en crear la universitat dos departaments: un de matemàtiques pures, que va continuar sent dirigit per von Busse, i un altre de matemàtiques aplicades a càrrec de Hecht. Romandrà en aquest càrrec fins a la seva mort. Hecht va ser sempre considerat un professor compromès i que perseguia la millor transmissió dels coneixements matemàtics als seus alumnes. Va escriure onze llibres de text, tots ells basats en les seves classes; eren tan didàctics que es van reeditar nombroses vegades.
A començaments de la dècada dels 1830's, en el marc d'un programa promocionat pel Director General de Mines espanyol, Fausto de Elhúyar, va tenir com alumnes a Lorenzo Gómez Pardo y Ensenyat, Rafael Amar de la Torre i Puig, Felipe Bauzá y Rávara, Isidro Sainz de Baranda i Joaquín Ezquerra del Bayo, els quals haurien de tenir un paper important en el desenvolupament de la mineria i la geologia a Espanya en el segle XIX.
Entre les seves obres es poden destacar les següents:
- 1812-1814 Lehrbuch der Arithmetik und Geometrie 2 vols. (reeditat el 1826)
- 1819 Erste Gründe der mechanischen Wissenschaften (reeditat el 1843)
- 1819 Tafel zur Berechnung der Längen und Breiten für die Sohle = 1
- 1824 Beispiele und Aufgaben aus der allgemeinen Arithmetik und gemeinen Geometrie
- 1827 Nachtrag zu den ersten Gründen der Differential und Integral-Rechnung
- 1829 Lehrbuch der Markscheidekunst